# 아부타정
아부타정(일본어: 虻田町)은 일본 홋카이도 남서부 이부리 지청 관내 아부타군에 있던 정이다.
분화만(우치우라만)과 도야코에 낀 장소에 있었다.도야코 해안에는 도야코 온천이 있어 동쪽 소별 마을에 있는 유주산, 쇼와 신산 관광의 거점 역할도 담당하는 도내 유수의 관광지였다.
2006년 3월 27일에 도야촌과 합병해 도야코정이 성립함에 따라 폐지되었다. 따라서 현재 시점에서의 정보를 기재한다. 

## 지리
이부리 지청의 서부에 있으며, 우치우라만 북쪽 해안에 위치한다. 나가만부와 무로란의 거의 중간에 있으며, 이들을 연결하는 도오자동차도, 국도 37호, JR 무로란 본선 등이 해안을 따라 지나가고 있다. 또한, 삿포로에서 나카야마 고개를 넘어가는 나카야마 국도(국도 230호 일부)의 종점에도 위치하여 중요한 교통의 거점이 되고 있다.
아부타정 서부는 도야코의 칼데라 벽에서 이어진 경사면이 바다로 이어져 해식절벽을 이루는 등 지형이 험준해 이곳을 지나는 도로와 철도는 많은 터널을 드나든다.
남부는 아카가와와 이타가와 강이 만들어낸 평지이며, 모래사장이 펼쳐진 해안이 있다. 도야역과 관공서가 있는 사카에정에는 이 평지의 북서부, 아카가와 강 우안에 있다. 아부타정의 남쪽 끝에서 다테시 아즈정까지는 분화만에서는 보기 드문 출입이 심한 해안선이 있다. 이것은 약 7,000년 전 유주산의 폭발로 인한 분출물이 바다로 솟아오르면서 만들어진 지형으로, 곶 모양으로 튀어나온 부분의 그늘에 아부타 어항이 만들어져 있다.
북동부의 도야코에 접한 지역과는 가파른 칼데라벽이 있고, 이곳을 넘어가는 국도 230호는 크게 구불구불하게 호숫가로 내려간다. 호숫가의 도야호 온천은 1910년 유주산의 화산 활동 이후 발견된 온천으로 대형 호텔이 많이 있다. 서쪽 기슭의 월포 지구, 그 서쪽 고지대에 있는 하나와 지구, 그리고 인접한 도야무라, 도요우라정에는 목장이 점재하고 있다.
도야호는 도야 칼데라 안에 생긴 거의 원형의 호수로, 중앙에 있는 나카지마(中島)의 최고점을 중심으로 아부타초, 도야무라, 소베츠초로 삼분되어 있으며, 아부타초의 영역이 되는 것은 남서쪽 4분의 1이 조금 못 미치는 벤텐지마(弁天島) 전역과 나카지마, 간닌지마(観音島)의 일부가 포함된 부분이다. 도야코는 바다와 가까운 거리에 비해 호수 표고가 약 84m로 높다. 이 때문에 도심에서 가까운 아오바마치까지 도수관을 설치해 고저차를 이용한 수력발전(출력 19,500kW)이 이루어지고 있다. 
기후는 해양성 기후로 겨울에도 따뜻하고 적설량이 적다. 

## 역사
선사시대의 남부 이리에 지구의 고지대에는 이리에 패총·고사 패총(국가 사적)이 있어 조몬 시대부터 이 지구에 취락에서 살고 있었음을 가르치고 있다. 이 패총에는 조개가 적고, 해수와 물고기 뼈가 많이 출토된다. 또한 매장된 것으로 보이는 인골도 많이 발견되고 있다.
1982년부터는 연일 밤마다 불꽃을 쏘아 올리는 롱런 불꽃놀이가 시작되어 온천의 새로운 명물이 되었다. 유주산과 가까운 곳에 있어 1977년, 2000년 분화로 물리적 피해뿐만 아니라 관광객 감소로 인한 영업적 피해도 컸지만, 도야호 온천의 인기는 식지 않고 아부다정의 경제를 견인하고 있다.

### 연혁
- 1902년 - 아부타촌, 도요우라촌의 조합 사무소가 설치되어, 2급정촌제를 시행하였다.
- 1920년 - 도야촌을 분촌하였다.
- 1938년 4월 1일 - 1급정촌제를 시행하였다.
- 1938년 10월 1일 - 정으로 승격해 아부타정이 되었다.
- 2006년 3월 27일 - 아부타정과 도야촌이 신설합병해, 도야코정이 성립하였다, 이를 통해 아부타정은 폐지되었다.

## 인구
- 1925년:3,852
- 1930년:4,664
- 1935년:5,280
- 1940년:6,024
- 1947년:8,427
- 1950년:9,065
- 1955년:9,966
- 1960년:11,248
- 1965년:12,834
- 1970년:13,292
- 1975년:12,899
- 1980년:11,915
- 1985년:11,445
- 1990년:10,699
- 1995년:10,536
- 2000년:8,352

## 교통

### 도로
- 국도 37호선
- 국도 230호선

### 철도
- 홋카이도 여객철도
  - 무로란 본선

### 공항
- 신치토세 공항 ((지토세시, 도마코마이시)가 가장 가깝다. 도오자동차도로를 이용하면 약 110km, JR 특급을 이용하면 1시간 30분 정도 소요된다. )